# Монотипия (биологическая систематика)
Монотипи́я — номенклатурная ситуация, при которой к таксону вышестоящего ранга относится только один таксон нижестоящего ранга или (в отношении таксонов группы вида) описание основано на единственном типовом экземпляре. Например, в случае, если род включает только один вид, такой род называется «монотипическим», или «монотипным» (в зоологии обычно используют первый термин, в ботанике — второй).
Монотипия упрощает обозначение номенклатурных типов при проведении систематической обработки групп животных и растений, в которых типы не были выделены предшествующими авторами.
Монотипный таксон (лат. Taxon monotypicum) — таксон только с одним непосредственно иерархически подчинённым таксоном.